# Sevu Reece

a Compétitions nationales et continentales officielles uniquement.

b Matchs officiels uniquement.
Dernière mise à jour le 18 août 2025.
Sevu Reece, né le 13 février 1997 à Nadi (Fidji), est un joueur international néo-zélandais d'origine fidjiienne de rugby à XV, jouant principalement au poste d'ailier avec la franchise des Crusaders en Super Rugby depuis 2019, et avec la province de Southland en NPC depuis 2024.

## Biographie

### Jeunesse et formation
Sevu Reece est né à Nadi aux Fidji, où il est éduqué au Ratu Navula College, puis à la Queen Victoria School. Il pratique également le rugby et l'athlétisme. Il se distingue en étant le capitaine de l'équipe des moins de 16 ans de Ratu Navula qui remporte le championnat national, avant de faire de même avec Queen Victoria.
Il émigre à l'âge de 17 ans en Nouvelle-Zélande, afin de poursuivre ses études au Hamilton Boys' High School situé à Hamilton dans la région de Waikato.
Il montre rapidement un certain talent pour le rugby, que ce soit à XV ou à sept. Avec son lycée, il participe en 2014 au championnat du monde lycéen (en) à Fukuoka au Japon, que son équipe remporte. Il se fait également remarquer par ses grosses performances, ce qui attire la convoitise de clubs étrangers, comme celui de Bordeaux. Il signe alors un contrat espoir avec le club girondin, avant de finalement se rétracter et rester en Nouvelle-Zélande,. En 2015, il est sélectionné avec la sélection scolaire néo-zélandaise (en),.
Il rejoint ensuite le club amateur de Melville, évoluant dans le championnat de Waikato, où il joue en équipe première à partir de 2016. Évoluant au centre, à l'arrière ou à l'aile, il finit meilleur marquer de son équipe dès sa première saison, aidant au passage son club à remporter le championnat pour la première fois depuis 35 ans,.

### Débuts professionnels et déboires extra-sportifs (2016-2018)
Il signe alors son premier contrat professionnel avec la province de Waikato qui évolue en NPC, et fait ses débuts avec cette équipe lors d'un match de pré-saison contre Thames Valley,. Lors de sa première saison, il se spécialise au poste d'ailier, et joue neuf matchs pour quatre essais inscrits.
Remarqué pour son talent, il est retenu dans le groupe élargi de la franchise des Chiefs pour la saison 2017 de Super Rugby,. Il ne dispute cependant aucun match. Il décide alors de changer de club amateur pour rejoindre les Hamilton Old Boys, toujours dans le championnat de Waikato, où il évolue aux côtés de l'ancien All Black Zac Guildford. Avec sa nouvelle équipe, il remporte le championnat en 2017 et 2018,. Il enchaîne ensuite avec la saison 2017 de Mitre 10 Cup, où il brille à nouveau, inscrivant cinq essais en dix rencontres, mais ne peut empêcher la relégation de son équipe en Championship (seconde division de la Mitre 10 Cup). En juin 2017, il est sélectionné avec les Provincial Barbarians (sélection des meilleurs joueurs de Mitre 10 Cup) pour un match contre les Lions britanniques en ouverture de la Tournée des Lions en Nouvelle-Zélande,.
En mai 2018, il est annoncé qu'il rejoindra pour un contrat de deux saisons la province irlandaise du Connacht, évoluant en Pro14, après la saison de Mitre 10 Cup. Pour sa troisième saison avec Waikato, il effectue une saison mémorable d'un point de vue individuel, en inscrivant quatorze essais en onze matchs, finissant meilleur marqueur du championnat. Il participe aussi à la remontée immédiate de son équipe en Premiership de Mitre 10 Cup. Une affaire extra-sportive vient cependant interrompre son début de carrière. Il est en effet accusé de violence domestique envers sa compagne, pour des faits s'étant déroulés en juillet 2018. Il plaide coupable pour les faits, mais a tout de même été libéré sans condamnation, avec simplement une amende et un match de suspension. Malgré ce jugement, sa future équipe du Connacht décide de résilier son contrat, en raison d'une attitude contraire à l'image du club.

### Emergence aux Crusaders et en équipe nationale (depuis 2019)
Il est par la suite sans contrat en Super Rugby pour la saison 2019, ses déboires avec la justice l'ayant empêche d'obtenir à temps un contrat avec les Chiefs,. Toutefois en décembre 2018, il rejoint le camp d'entrainement des Crusaders où il participe à leur pré-saison. Peu après le début de la saison, il obtient ensuite un contrat plein à la suite de la blessure de son compatriote Manasa Mataele. Il joue son premier match de Super Rugby le 9 mars 2019 contre les Chiefs, et marque au passage un doublé,. Il s'impose alors rapidement comme un titulaire indiscutable au poste d'ailier, finissant la saison meilleur marqueur du championnat (avec quinze essais inscrits en quatorze matchs),. Il participe pleinement à l'obtention du troisième titre d'affilée des Crusaders, après une finale remportée contre les Jaguares.
En suivant sa révélation en Super Rugby, il est convoité par les sélections fidjienne et néo-zélandaises en vue de la prochaine Coupe du monde. Il fait finalement le choix de la Nouvelle-Zélande, et il est sélectionné par Steve Hansen pour évoluer avec les All Blacks en juillet 2019,. Cette sélection est très controversée en raison du passé judiciaire de Reece, et de l'exemplarité supposée des All Blacks,. Il connaît sa première cape le 20 juillet 2019, à l’occasion d’un match contre l'équipe d'Argentine à Buenos Aires, lors du Rugby Championship 2019.
En août 2019, il est retenu dans le groupe de 31 joueurs sélectionné pour disputer la Coupe du monde au Japon. Il dispute quatre matchs lors du tournoi, et inscrit deux essais.
En 2020, il décide de changer de province de NPC, et quitte Waikato pour rejoindre Tasman. Il joue trois matchs lors de sa première saison, et inscrit un triplé face à Northland,. Toujours en 2020, il prend part à la rencontre entre le Nord et le Sud (en) avec l'équipe de l'île du Nord, que son équipe perd,.
Avec les Crusaders, il remporte le Super Rugby Aotearoa en 2020 et 2021,.
En 2022 il termine co-meilleur marqueur du Super Rugby avec dix essais, aux côtés de ses coéquipiers Leicester Fainga'anuku et Will Jordan. Cette même saison, les Crusaders remportent à nouveau titre de Super Rugby.
Lors de la saison 2023, il se blesse gravement au genou lors de son quatrième match, ce qui l'éloigne des terrains pendant quasiment une année, lui faisant notamment manquer la Coupe du monde 2023 en France,.
En juin 2024, alors qu'il prolonge son contrat avec la Fédération néo-zélandaise jusqu'en 2026, il change également de province pour rejoindre Southland à partir de la saison 2024 de NPC.
Durant la saison 2025 de Super Rugby, il bat le record d'essais de la compétition, détenu jusque-là par TJ Perenara, en marquant un essai contre les Highlanders, son 66e.

## Palmarès

### En franchise et province
- Vainqueur du Super Rugby en 2019, 2022, 2023 et 2025 avec les Crusaders.
- Vainqueur du Super Rugby Aotearoa en 2020 et 2021 avec les Crusaders.
- Vainqueur du NPC en 2020 avec Tasman.

### En équipe nationale
- Vainqueur du Rugby Championship en 2020, 2021 et 2022 avec l'équipe de Nouvelle-Zélande.

### Distinctions personnelles
- Meilleur marqueur du Super Rugby en 2019 (15 essais), 2022 (10 essais) et 2024 (12 essais).
- Meilleur marqueur de l'histoire des Crusaders (66 essais).
- Meilleur marqueur de l'histoire du Super Rugby (66 essais).

## Statistiques
Au 19 août 2025, Sevu Reece compte 35 capes en équipe de Nouvelle-Zélande, dont 31 en tant que titulaire, depuis le 20 juillet 2019 contre l'équipe d'Argentine à Buenos Aires. Il inscrit 20 essais, 100 points.
Il participe à six éditions du Rugby Championship, en 2019, 2020, 2021, 2022, 2024 et 2025. Il dispute onze rencontres dans cette compétition. 